# Commiphora baluensis
Commiphora baluensis är en tvåhjärtbladig växtart som beskrevs av Adolf Engler. Commiphora baluensis ingår i släktet Commiphora och familjen Burseraceae. Inga underarter finns listade i Catalogue of Life.